# Малий Бобрик
Ма́лий Бо́брик — село в Україні, у Верхньосироватській сільській громаді Сумського району Сумської області. Населення становить 364 осіб. До 2017 орган місцевого самоврядування — Великобобрицька сільська рада.
Після ліквідації Краснопільського району 19 липня 2020 року село увійшло до Сумського району.

## Географія
У селі бере початок річка Малий Бобрик, права притока Бобрика. На півічному заході межує з село Великий Бобрик.
До села примикає лісовий масив (дуб).

## Історія
За даними на 1864 рік у власницькому селі Сумського повіту Харківської губернії мешкало 756 осіб (360 чоловічої статі та 396 — жіночої), налічувалось 55 дворових господарств.
Станом на 1914 рік село відносилось до Великобобрицької волості, кількість мешканців зросла до 1205 осіб.
Село постраждало внаслідок геноциду українського народу, проведеного урядом СРСР 1923—1933 та 1946–1947 роках.

## Відомі люди
- Гребченко Іван Кузьмич — діяч органів державної безпеки. Депутат Верховної Ради УРСР 2-го скликання.
- Гребченко Сергій Сергійович (1919—1991) — Герой Радянського Союзу.
- Леонід Євгенович Собісевич (1930-2020) - радянський геофізик, професор.